# Dwayne Dolphin
Dwayne Dolphin (Pittsburgh, 7 mei 1963) is een Amerikaanse jazzcontrabassist.

## Biografie
Dolphin, die nog steeds in zijn geboorteplaats woont, ontdekte voor het eerst de drums, maar wisselde op 10-jarige leeftijd naar de basgitaar. Op 15-jarige leeftijd speelde hij in de band van drummer Roger Humphries uit Pittsburgh, maar ook met plaatselijke muzikanten als Pete Henderson en Carl Arter. 
Na het afronden van de middelbare school haalde Wynton Marsalis hem in zijn kwintet, waarmee hij door de Verenigde Staten toerde. Daarna speelde hij met Hank Crawford en vervolgens met Hank Jones, Abbey Lincoln, Kenny Burrell en Clark Terry aan de ene kant, Geri Allen, Graham Haynes, Pharoah Sanders en Arthur Blythe aan de andere kant. Hij toerde ook door Europa met Geri Allen, Wallace Roney, Don Byron en Oliver Lake evenals Maceo Parker, Pee Wee Ellis en Fred Wesley.
In 1993 presenteerde hij zijn debuutalbum Portrait of Adrian, waarop hij zijn muzikale concept presenteerde met Michael Mossman, Ravi Coltrane, Geri Allen en Roger Humphries. Halverwege de jaren 1990 vormde hij een trio met Peter Madsen en Bruce Cox, die drie albums opnam voor Minor Music, waarvan er twee uitgroeiden tot een kwartet met Stanley Turrentine en Benny Golson. Daarna toerde hij uitgebreid met Turrentine en John Hicks, maar speelde ook met Phil Woods en Herbie Mann. Hij leidde zijn eigen band Under Cover Project en ontwikkelde zijn eigen piccolobas.
Hij werd aangesteld als universitair docent aan de Duquesne University.

## Discografie
- 1993: Portrait of Adrian (minor music)
- 2004: 4 Robin (AAM Records)
- 2006: Ming (Bonedog Records)
- 2008: Pretty Girl (Bonedog Records)
- 2012: Essence of an Angel

- Gemeinsame Normdatei: 134916697
- International Standard Name Identifier: 0000 0000 5549 6681
- Library of Congress Control Number: nr97025355
- MusicBrainz: e6067131-a9fc-4815-be5c-430e7f11a593
- Virtual International Authority File: 4836747
- WorldCat: E39PBJqfKfCFjPfHwwwk8MtdwC